# Fjäderholmarna

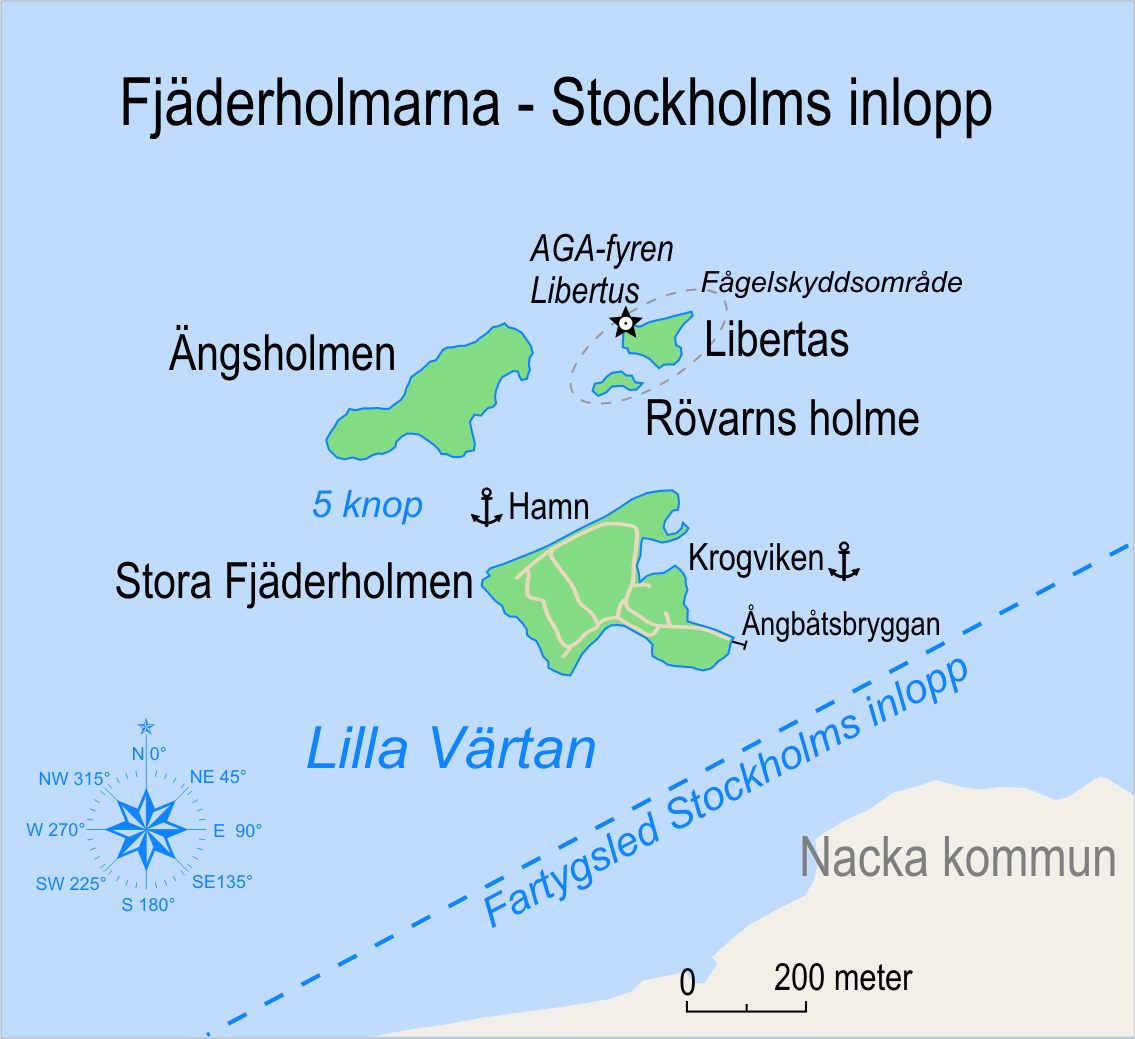
Fjäderholmarna

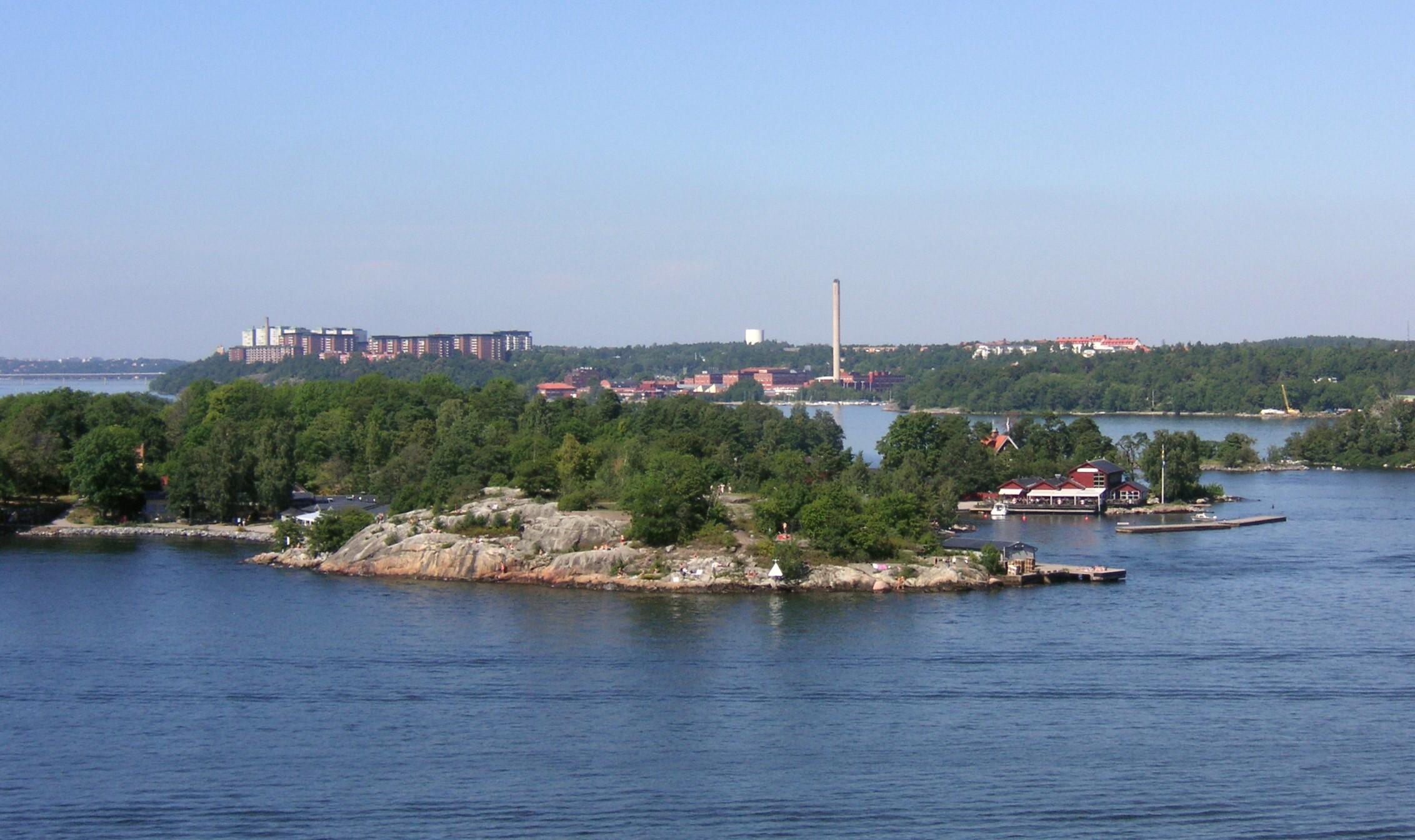
Fjäderholmarna aus der Luft

Die Fjäderholmarna sind eine kleine Inselgruppe in den Stockholmer Schären, sie gehören zur Gemeinde Lidingö und sind in zwanzigminütiger Bootsfahrt von Stockholms Zentrum aus zu erreichen.
Die Inselgruppe besteht aus vier Inseln: Stora Fjäderholmen, Ängsholmen, Libertas und Rövarns holme (Räuberinsel) oder Lillholmen. Schon 1381 wurde der Name in einem Kaufdokument erwähnt, da hieß es Fierdholmarna, was ungefähr „Inseln im Fjord“ bedeutet. Hier gab es auch, wie auf vielen Inseln der Schären, Ausschank von selbst gebrannten alkoholhaltigen Getränken, für die Fischer auf dem Weg nach Stockholm und für die Stockholmer, die einen billigen Tropfen kaufen wollten. Es wurden Gratisboote eingesetzt und um 1870 verkaufte man ca. 1,5 Millionen Kannen Branntwein pro Jahr (1 Kanne = 2,6 Liter). Es kam schließlich zu einem regelrechten „Sprit-Krieg“. Von 1940 bis 1985 waren die Inseln militärisches Sperrgebiet und durften nicht von Unbefugten betreten werden.
Heute geht es dort friedlicher zu, die Inseln sind immer noch ein beliebtes Ausflugsziel, weil sie leicht mit den Touristenbooten erreichbar sind. Auf Stora Fjäderholmen, der Hauptinsel, gibt es verschiedene kunsthandwerkliche Betriebe, ein Museum, ein Theater und mehrere Restaurants. Der denkmalgeschützte Leuchtturm Libertus fyr befindet sich auf Libertas. Seit 1995 ist Fjäderholmarna der östlichste Außenposten des ersten Nationalstadtparks der Welt, des Ekoparken.